# London, Brighton & South Coast Railway
La London, Brighton & South Coast Railway, conosciuta anche con l'acronimo LB&SCR, è stata una compagnia ferroviaria britannica, fondata dall'unione di 5 piccole ferrovie. Era delimitata ad ovest dalla London and South Western Railway (L&SWR) e ad est dalla South Eastern and Chatham Railway (SECR).

## Storia

### Gli inizi della ferrovia
Le prime tratte della LB&SCR erano inizialmente gestite da due diverse compagnie:
- La London and Croydon Railway (L&CR), fondata nel 1835, costruì una linea da London Bridge a West Croydon, che fu inaugurata il 15 giugno 1839;
- La London and Brighton Railway (L&BR) fu fondata nel 1837 e aperta in sezioni: la tratta da Brighton a Shoreham-by-Sea venne aperta il 12 maggio 1840, da Norwood (stazione condivisa con la L&CR) ad Haywards Heath il 12 luglio 1841 e da Haywards Heath a Brighton il 21 settembre 1841;
- La Brighton and Chichester Railway, creata nel 1844;
- La Brighton, Lewes & Hastings Railway, creata nel 1844 e aperta nel 1846;
- La Croydon and Epsom Railway, ancora in fase di costruzione durante l'unificazione.

In realtà, la Brighton and Chichester Railway e la Brighton, Lewes & Hastings Railway erano già state acquistate dalla L&BR nel 1845, e la L&CR deteneva la maggior parte delle azioni della Croydon and Epsom Railway; perciò, si possono definire indipendenti solo la L&CR e la L&BR. I consigli di amministrazione delle compagnie si opposero alla fusione, ma gli azionisti, insoddisfatti dei loro investimenti, decisero di procedere con la fusione.
Le compagnie si fusero il 27 luglio 1846. Le stazioni principali della compagnia a Londra erano Victoria e London Bridge. All'apertura, la ferrovia disponeva di una rete ferroviaria di 274 km.
Quando la ferrovia venne aperta, si era nel pieno della Railway Mania, la "mania delle ferrovie", e la compagnia fu impegnata ad estendere le proprie linee ed ebbe difficoltà nel reperire fondi. Nel 1847 il cantiere navale di Portsmouth era raggiungibile da due linee: una della LB&SCR e una appartenente alla L&SWR. Quell'anno, le due compagnie stipularono un accordo per condividere la linea da Corsham all'Isola di Portsea, che terminava all'ingresso di Portsmouth. Ulteriori progressi per raggiungere il cantiere navale vennero negati dall'Ammiragliato. 

### La crisi economica del 1867
Il collasso economico delle banche Overend, Gurney and Co. del 1866 e la crisi finanziaria dell'anno seguente mandarono la LB&SCR sull'orlo del fallimento. Venne rinviata un'assemblea straordinaria tra gli azionisti e i poteri del consiglio di amministrazione vennero sospesi, in attesa di ricevere rapporti sugli affari finanziari della società. I rapporti chiarirono che:
- la ferrovia si stava espandendo molto, con grandi progetti sostenuti dalle entrate della compagnia e dai passeggeri, che diminuirono drasticamente a causa della crisi.
- diverse linee di campagna, come quella tra Horsham e Guildford, stavano perdendo denaro, e la LB&SCR continuava a costruirne ed acquisirne altre.

Tutto ciò risultò in una sospensione della costruzione delle linee.

### L'unificazione della compagnia
Con l'entrata in vigore del Railways Act del 1921, il 1º gennaio 1923 la LB&SCR si fuse con la L&SWR e la SE&CR per formare la Southern Railway. Alcune locomotive a vapore appartenute alla LB&SCR sono ancora oggi in funzione sulle ferrovie storiche.

## L'elettrificazione
La LB&SCR è stata una delle pioniere dell'elettrificazione in Gran Bretagna. Già nel 1903 ottenne l'autorizzazione a ricostruire i percorsi suburbani. Sebbene le linee della Midland Railway da Lancaster a Morecambe e Heysham fossero già state convertite, la LB&SCR fu molto più rigorosa nella sua conversione e aveva una rete di linee ferroviarie elettrificate molto più ampia rispetto alla Midland Railway. Entrambe le aziende hanno optato per un sistema con linee aeree e corrente alternata a 6600 volt; il fornitore principale è stato l'AEG di Berlino. Tuttavia, la rete di linee aeree durò solo pochi anni perché la London and South Western Railway dotò il sistema di rotaie conduttrici e la sua rete era molto più grande di quella della LB&SCR. Dopo la fusione, anche le ex linee LB&SCR vennero dotate di rotaie conduttrici.

## Traghetti

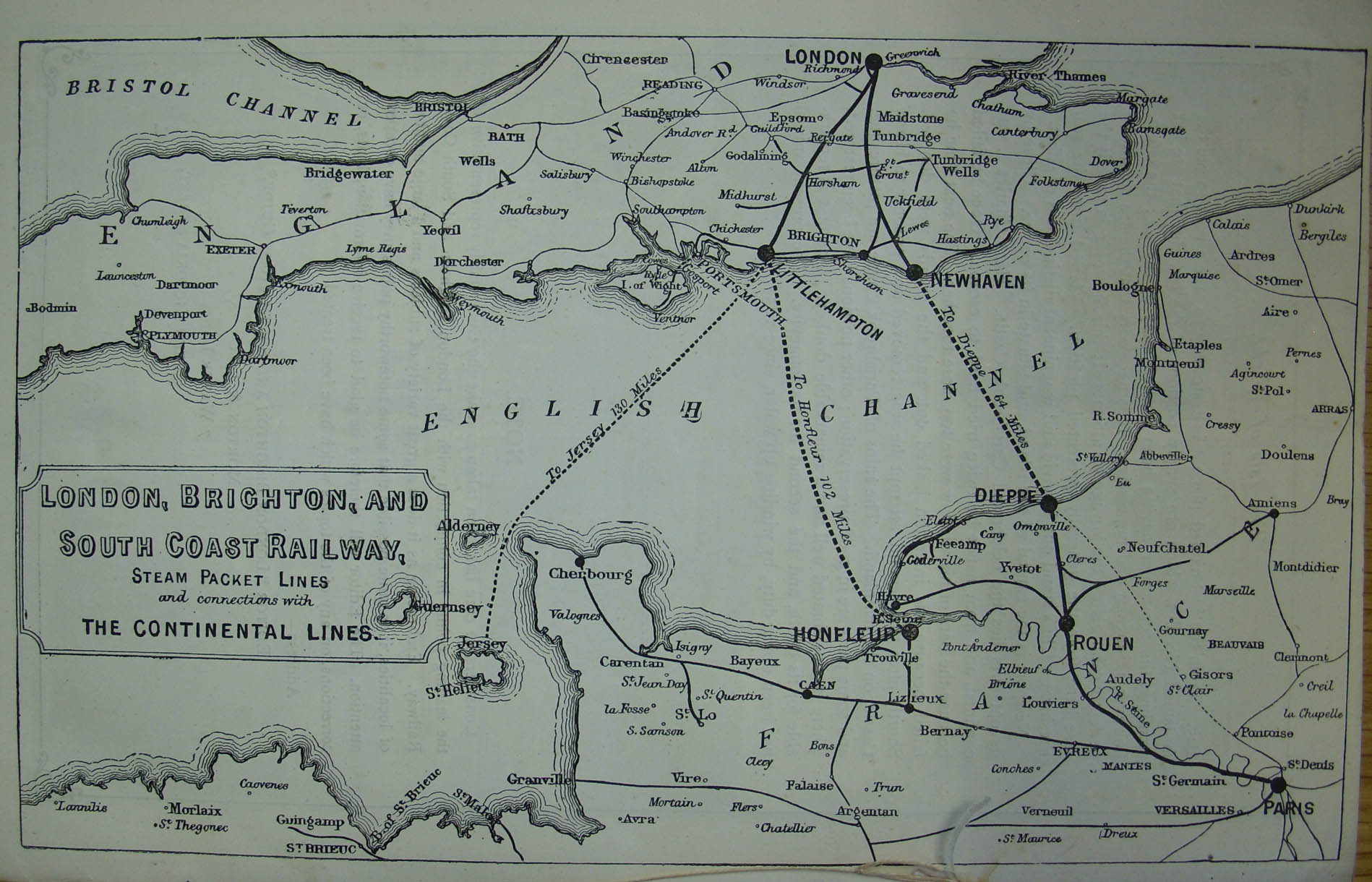
Una mappa del 1888 che mostra le rotte dei traghetti LB&SCR

La LB&SCR investì sui traghetti attraverso la Manica, inizialmente da Shoreham-by-Sea a Dieppe. Dopo l'apertura della linea di Newhaven nel 1847, la compagnia sistemò il porto, costruendo un molo e dragando il canale. Il traghetto Newhaven-Dieppe venne istituito nel 1847, ma venne interrotto quasi subito. Nel 1850 venne istituito il traghetto Newhaven-Jersey, e nel 1853 venne istituito di nuovo il traghetto Newhaven-Dieppe.
Nel 1863 la Compagnie des chemins de fer de l'Ouest stabilì un accordo con la LB&SCR per operare il traghetto Newhaven-Dieppe congiuntamente, che venne pubblicizzato come "il traghetto più corto ed economico" verso Parigi, ma non diventò mai il più corto a causa del minor tempo impiegato dal traghetto Dover-Calais.
Nel 1880 i porti di Ryde e Portsmouth erano collegati da alcune linee. Fu quindi una progressione naturale per le compagnie acquisire rotte dei traghetti. Per fare ciò, la LB&SCR e la L&SWR formarono il South Western and Brighton Railway Companies Steam Packet Service (SW&BRCSPS). La LB&SCR gestiva un numero significativo di navi di sua proprietà, congiuntamente con la Compagnie des chemins de fer de l'Ouest e come parte della SW&BRCSPS.